# Sura xanthopyga
Sura xanthopyga is een vlinder uit de familie wespvlinders (Sesiidae), onderfamilie Sesiinae.
Sura xanthopyga is voor het eerst wetenschappelijk beschreven door Hampson in 1919. De soort komt voor in het Afrotropisch gebied.